# Dziwica Chasma
Lo Dziwica Chasma è una struttura geologica della superficie di Venere.